# Vallis Schröteri
Vallis Schröteri ist ein Mondtal auf der Vorderseite des Mondes. In der Nähe des Tals befindet sich das Mare Imbrium. Das Tal hat eine maximale Breite von 10 km. Es wurde höchstwahrscheinlich von Vulkanausbrüchen gebildet. Das Tal war zudem ein vorgeschlagener Landeplatz für Apollo 18.